# あいのり
『あいのり』は、フジテレビで1999年10月11日から2009年3月23日まで放送されていた日本の恋愛バラエティ番組。放送時間は毎週月曜日の23:00〜23:30（JST）。2006年10月16日からハイビジョン放送となっていた。
当項目では、後継番組であるフジテレビTWOで放送された『あいのり2』とその派生番組『あいのり2Z』、及びNetflixで配信される『あいのり：Asian Journey』、『あいのり: African Journey』についても扱う。

## 番組正式タイトルの変移
1. 恋愛地球旅行 あいのり
2. あいのり
3. 恋愛観察バラエティーあいのり
4. 恋愛観察バラエティーあいのり2
5. 恋愛観察バラエティーあいのり2Z
6. あいのり：Asian Journey
7. あいのり：Asian journey SEASON2
8. あいのり : African Journey（2019年秋）

## 出演者

### あいのり
- 久本雅美（1999年10月11日 - 2009年3月23日）
- 今田耕司（1999年10月11日 - 2009年3月23日）
- 加藤晴彦（1999年10月11日 - 2006年3月20日）
- ウエンツ瑛士（2006年4月10日 - 2009年3月23日）

その他、不定期で男女1名ずつのゲストが出演。

### あいのり: Asian Jouney
- ベッキー
- 河北麻友子
- 若林正恭（オードリー）
- 春日俊彰（オードリー）
- 大倉士門

### あいのり：Asian Jouney SEASON2
- ベッキー
- いとうあさこ
- 夏菜

### あいのり: African Journey
- ベッキー
- 丸山桂里奈
- 加藤諒
- 武田航平

## 概要
男性4人・女性3人の計7人が、ラブワゴンと呼ばれる自動車に乗って、様々な国を旅する中で繰り広げられる恋愛模様を追う番組。放送開始時のコンセプトは「地球一周無期限の旅」となっていたが、地球2周目に突入後は「地球無期限の旅」に変わった。赴いた国についての他、その社会問題となっている事例も取り上げられた。
参加者は、意中の異性に日本行きのチケットを渡すことで告白する。
- 告白成功 → キスをして2人で帰国
- 告白失敗 → チケットを返され1人で帰国

番組終盤には、茂木健一郎を講師に迎えた「あいのり恋愛講座」のコーナーがあった。
- 「男と女はなぜすれ違うのか?」 / 「なぜ男は理想を語り、女は現実を考えるのか?」(#422)
- 「なぜ人は相手の名前を言い間違えるのか?」(#423)
- 「人はなぜ一目惚れをするのか?」 / 「恋するラブワゴンの秘密」(#425)
- 「なぜ人はコンプレックスを持つのか?」(#427)
- 「失恋から立ち直る方法」(#430)
- 「モテる女のボディタッチ」(#433)

### 放送開始と終了
TOKIOが企画した、海外恋愛ツアーを観察する素人参加番組『男女8人恋愛ツアー!TOKIOのな・り・ゆ・き!!』（1998年10月 - 1999年9月）に、ラブワゴンを取り入れた発展版があり、『あいのり』の土台となった。後にTOKIOが『メントレ』に移行となり、1999年10月11日、司会者を変更する形で『あいのり』は始まった。
2009年3月23日放送の2時間スペシャルで番組は終了した。出演後には、芸能プロダクションに入った者や政治家に転身した者もいる。ただし、庄子知美、水原詩生、和泉由希子、小笠原大晃、崔領二のように以前から知名度を有する者もいた。以下、元『あいのり』メンバーの一部。
- やまじ（タレント・派遣スタッフ兼務）
- 金ちゃん（本名：金沢知樹、元お笑いタレント、放送作家、脚本家、演出家、映画監督）
- 渡辺みゆ（フリーアナウンサー）
- 稲葉和沙（シンガーソングライター）
- 桃（タレント・ブロガー）
- 安齋美紀（女優）
- デヴィ（AV女優 → 歌手）
- 西村隼平（俳優）
- ソコル・アレックス英人（タレント）
- 横粂勝仁（元衆議院議員〈2009年 - 2012年〉）
- 堀江慶（映画監督）
- 杉浦大介（俳優）
- 熱田久美（シンガーソングライター）
- 木村まみ（元タレント）
- 五十嵐恭雄（写真家・DJ・フレスコボール選手）
- 小笠原奈央（日本プロ麻雀連盟所属のプロ雀士)

2009年12月13日、フジテレビのCS放送フジテレビONEで『あいのり』の派生企画として『あいのり同窓会スペシャル』が放送された。

### あいのり2
後継番組『恋愛観察バラエティー あいのり2』が、CS放送フジテレビTWOで2010年12月25日から2012年4月28日まで放送された。
基本的な構成は『あいのり』と同様だが、以下の変更がある。
- 放送時間が60分に延長され、2週に1回の放送。なお、シーズン制となっており放送休止期間がある。
- ファーストシーズンは「#10」（2011年4月30日、初回放送）で完結。セカンドシーズンは2011年12月24日から放送が開始され、「#10」（2012年4月28日）で完結。
- 司会やゲストの出演するスタジオパートが廃止され、ラブワゴンメンバーのVTRとナレーションのみで番組が構成されている。

新ルールとして「新メンバー強制合流・強制帰国」が導入されている。
『あいのり』での新メンバー合流は、帰国やリタイアで空席が出た時点で行われていたが、『あいのり2』では、一定期間ごとに番組の展開に関わらず新メンバーが投入される。ただし、ラブワゴンの定員は従来通り7名であるため、8人目が合流した時点で、日本へ「強制帰国」させるメンバーを選ぶ。強制帰国メンバーの選出は、新メンバーが男性の場合は女性メンバー（3名）、女性の場合は男性メンバー（4名）による合議制で行う。なお番組での解説によると、このルールは『あいのり』という番組の主軸があくまで長旅ではなく恋愛をすることであると定義した上で、「特定のメンバーが長期間ラブワゴンにいることを防ぎ、恋愛を活性化させる」、「真剣に恋愛をする気のないメンバーを排除する」ことが目的とされている。
実際に強制合流が行われる場合は、その直前に駆け込みでの告白が行われ、席が空くことが多い。
以下、出演メンバーの一部。
- 葉加瀬マイ（2011年3月5日 - 4月30日） - 「ハカマイ」として出演。現在は本名の「袴田真衣」から「葉加瀬マイ」に改名。
- 千代田唯（2011年3月5日 - 4月30日） - 「ユイ」として出演。
- 田口実佳（2011年12月24日 - 2012年4月28日） - 「いぐ」として出演。
- 藤崎ミシェル（2012年4月14日） - 「ミシェル」として出演。

### あいのり2Z
2012年6月9日からCS放送フジテレビTWOで『恋愛観察バラエティー あいのり2Z』の放送を開始した。
『あいのり2』の派生番組。同番組で恋が実らなかったメンバーを救済すべく、プチあいのり旅を敢行。

### あいのり：Asian Journey
2017年10月26日からNetflixで『あいのり：Asian Journey』の配信を開始した。
2018年1月13日から6月30日まで地上波フジテレビにて、毎週土曜0:55～1:25枠にて放送。フジテレビほか一部地域にて放送されているが、地域によっては放送曜日及び時間は異なる。

### あいのり：Asian journey SEASON2
2019年1月12日から7月13日まで地上波フジテレビにて、毎週土曜0:55～1:25枠にて放送された。

### あいのり: African Journey
2019年9月5日よりNetflixで配信されている。
2020年1月12日から6月28日まで地上波フジテレビにて、毎週日曜1:45～2:15枠にて放送されていた。

## これまで旅してきた国

### あいのり
| 国数 | 国名                     | 国旗                         | 期間（放送回・放送日）                               | 備考 | 視聴率                                          |
| ---- | ------------------------ | ---------------------------- | ---------------------------------------------------- | --- | ----------------------------------------------- |
| 0    | 日本                     | 日本の旗                     | #1 (1999.10.11)                                      | 「あいのり」の旅の出発点（お台場フジテレビ前） |                                                 |
| 1    | 韓国                     | 大韓民国の旗                 | #1 (1999.10.11) - #6 (1999.11.15)                    | |                                                 |
| 2    | 中国                     | 中華人民共和国の旗           | #6 (1999.11.15) - #13 (2000.1.17)                    | |                                                 |
| 3    | ベトナム                 | ベトナムの旗                 | #13 (2000.1.17) - #19 (2000.2.28)                    | |                                                 |
| 4    | カンボジア               | カンボジアの旗               | #19 (2000.2.28) - #21 (2000.3.13)                    | |                                                 |
| 5    | タイ                     | タイ王国の旗                 | #22 (2000.3.20) - #27 (2000.5.8)                     | |                                                 |
| 6    | インド                   | インドの旗                   | #28 (2000.5.15) - #34 (2000.6.26)                    | |                                                 |
| 7    | トルコ                   | トルコの旗                   | #34 (2000.6.26) - #38 (2000.7.24)                    | |                                                 |
| 8    | ブルガリア               | ブルガリアの旗               | #38 (2000.7.24) - #40 (2000.8.7)                     | |                                                 |
| 9    | ギリシャ                 | ギリシャの旗                 | #40 (2000.8.7) - #43 (2000.8.28)                     | |                                                 |
| 10   | イタリア                 | イタリアの旗                 | #43 (2000.8.28) - #47 (2000.9.25)                    | |                                                 |
| 11   | フランス                 | フランスの旗                 | #47 (2000.9.25) - #53 (2000.11.13)                   | |                                                 |
| 12   | スペイン                 | スペインの旗                 | #53 (2000.11.13) - #58 (2000.12.18)                  | |                                                 |
| 13   | モロッコ                 | モロッコの旗                 | #58 (2000.12.18) - #61 (2001.1.15)                   | |                                                 |
| 14   | ブラジル                 | ブラジルの旗                 | #62 (2001.1.22) - #66 (2001.2.26)                    | |                                                 |
| 15   | パラグアイ               | パラグアイの旗               | #66 (2001.2.26)                                      | ブラジル現地ドライバーの手違いで入国 |                                                 |
| 16   | アルゼンチン             | アルゼンチンの旗             | #67 (2001.3.5) - #71 (2001.4.3)                      | |                                                 |
| 17   | チリ                     | チリの旗                     | #71 (2001.4.3) - #75 (2001.4.30)                     | |                                                 |
| 18   | ボリビア                 | ボリビアの旗                 | #75 (2001.4.30) - #78 (2001.5.21)                    | |                                                 |
| 19   | ペルー                   | ペルーの旗                   | #78 (2001.5.21) - #84 (2001.7.2)                     | |                                                 |
| 20   | エクアドル               | エクアドルの旗               | #84 (2001.7.2) - #90 (2001.8.13)                     | |                                                 |
| 21   | パナマ                   | パナマの旗                   | #90 (2001.8.13) - #96 (2001.10.2)                    | |                                                 |
| 22   | コスタリカ               | コスタリカの旗               | #96 (2001.10.2)                                      | |                                                 |
| 23   | ジャマイカ               | ジャマイカの旗               | #96 (2001.10.2) - #100 (2001.11.5)                   | |                                                 |
| 24   | キューバ                 | キューバの旗                 | #101 (2001.11.12) - #106 (2001.12.17)                | |                                                 |
| 25   | ホンジュラス             | ホンジュラスの旗             | #106 (2001.12.17) - #108 (2002.1.7)                  | |                                                 |
| 26   | グアテマラ               | グアテマラの旗               | #108 (2002.1.7) - #114 (2002.2.18)                   | |                                                 |
| 27   | ベリーズ                 | ベリーズの旗                 | #114 (2002.2.18) - #116 (2002.3.11)                  | |                                                 |
| 28   | メキシコ                 | メキシコの旗                 | #116 (2002.3.11) - #128 (2002.6.24)                  | |                                                 |
| 29   | ニュージーランド         | ニュージーランドの旗         | #129 (2002.7.1) - #134 (2002.8.5)                    | |                                                 |
| 30   | オーストラリア           | オーストラリアの旗           | #134 (2002.8.5) - #143 (2002.10.14)                  | |                                                 |
| 31   | パプアニューギニア       | パプアニューギニアの旗       | #144 (2002.10.21) - #149 (2002.11.25)                | |                                                 |
| 32   | トンガ                   | トンガの旗                   | #149 (2002.11.25) - #150 (2002.12.2)                 | |                                                 |
| 33   | フィジー                 | フィジーの旗                 | #150 (2002.12.2) - #153 (2002.12.23)                 | |                                                 |
| 34   | ニカラグア               | ニカラグアの旗               | #154 (2002.12.29) - #159 (2003.2.3)                  | |                                                 |
| 35   | アメリカ                 | アメリカ合衆国の旗           | #159 (2003.2.3) - #168 (2003.4.21)                   | |                                                 |
| 36   | カナダ                   | カナダの旗                   | #168 (2003.4.21) - #172 (2003.5.19)                  | 地球1周目が終了 |                                                 |
| 37   | フィリピン               | フィリピンの旗               | #173 (2003.5.26) - #178 (2003.6.30)                  | |                                                 |
| 38   | インドネシア             | インドネシアの旗             | #178 (2003.6.30) - #182 (2003.7.28)                  | |                                                 |
| 39   | ブルネイ                 | ブルネイの旗                 | #182 (2003.7.28) - #183 (2003.8.4)                   | |                                                 |
| 40   | マレーシア               | マレーシアの旗               | #183 (2003.8.4) - #184 (2003.8.11), #186 (2003.8.25) | |                                                 |
| 41   | シンガポール             | シンガポールの旗             | #184 (2003.8.11) - #186 (#2003.8.25)                 | |                                                 |
| 42   | ミャンマー               | ミャンマーの旗               | #187 (2003.9.1) - #192 (2003.10.13)                  | |                                                 |
| 43   | ブータン                 | ブータンの旗                 | #193 (2003.10.20) - #198 (2003.12.1)                 | 世界で唯一近代化を望まない国ブータン（第194回） |                                                 |
| 44   | ネパール                 | ネパールの旗                 | #198 (2003.12.1) - #203 (2004.1.12)                  | |                                                 |
| 45   | スリランカ               | スリランカの旗               | #203 (2004.1.12) - #209 (2004.2.23)                  | |                                                 |
| 46   | マダガスカル             | マダガスカルの旗             | #209 (2004.2.23) - #214 (2004.4.1)                   | |                                                 |
| 47   | 南アフリカ               | 南アフリカ共和国の旗         | #214 (2004.4.1) - #220 (2004.5.17)                   | 南アフリカ共和国のアパルトヘイト（第214回） | **.*%・**.*%・**.*%・**.*%・14.5%・14.5%・16.2% |
| 48   | ボツワナ                 | ボツワナの旗                 | #220 (2004.5.17) - #223 (2004.6.7)                   | ボツワナ共和国のエイズ事情（第221回） | 16.2%・16.3%・16.8%・16.0%                      |
| 49   | ナミビア                 | ナミビアの旗                 | #224 (2004.6.14) - #229 (2004.7.19)                  | | 15.7%                                           |
| 50   | マラウイ                 | マラウイの旗                 | #229 (2004.7.19) - #236 (2004.9.6)                   | |                                                 |
| 51   | タンザニア               | タンザニアの旗               | #236 (2004.9.6) - #241 (2004.10.18)                  | |                                                 |
| 52   | ケニア                   | ケニアの旗                   | #241 (2004.10.18) - #246 (2004.11.22)                | |                                                 |
| 53   | エチオピア               | エチオピアの旗               | #246 (2004.11.22) - #252 (2005.1.10)                 | アフリカの貧困の問題（なぜ貧困は起きたのか?）（第247回） |                                                 |
| 54   | カメルーン               | カメルーンの旗               | #252 (2005.1.10) - #257 (2005.2.14)                  | |                                                 |
| 55   | チュニジア               | チュニジアの旗               | #257 (2005.2.14) - #263 (2005.4.11)                  | |                                                 |
| 56   | エジプト                 | エジプトの旗                 | #263 (2005.4.11) - #268 (2005.5.16)                  | |                                                 |
| 57   | オマーン                 | オマーンの旗                 | #268 (2005.5.16) - #272 (2005.6.13)                  | 学校で教えてくれないイスラム教（第269回） |                                                 |
| 58   | アラブ首長国連邦         | アラブ首長国連邦の旗         | #272 (2005.6.13) - #278 (2005.7.25)                  | |                                                 |
| 59   | カタール                 | カタールの旗                 | #278 (2005.7.25) - #279 (2005.8.1)                   | |                                                 |
| 60   | バーレーン               | バーレーンの旗               | #279 (2005.8.1) - #285 (2005.9.12)                   | |                                                 |
| 61   | ロシア                   | ロシアの旗                   | #285 (2005.9.12) - #288 (2005.10.17)                 | 社会主義から資本主義へ〜ロシアの光と影〜（第286回） |                                                 |
| 62   | ウクライナ               | ウクライナの旗               | #288 (2005.10.17) - #294 (2005.11.28)                | ウクライナのチェルノブイリ原子力発電所（第291回） |                                                 |
| 63   | ルーマニア               | ルーマニアの旗               | #294 (2005.11.28) - #299 (2006.1.16)                 | |                                                 |
| 64   | ハンガリー               | ハンガリーの旗               | #299 (2006.1.16) - #306 (2006.3.13)                  | |                                                 |
| 65   | オーストリア             | オーストリアの旗             | #306 (2006.3.13) - #310 (2006.4.24)                  | |                                                 |
| 66   | リヒテンシュタイン       | リヒテンシュタインの旗       | #310 (2006.4.24)                                     | わずか20分で通過 |                                                 |
| 67   | スイス                   | スイスの旗                   | #310 (2006.4.24) - #319 (2006.6.26)                  | 永世中立国スイスの謎（第312回） |                                                 |
| 68   | クロアチア               | クロアチアの旗               | #320 (2006.7.3) - #323 (2006.7.24)                   | |                                                 |
| 69   | ボスニア・ヘルツェゴビナ | ボスニア・ヘルツェゴビナの旗 | #324 (2006.7.31) - #328 (2006.8.28)                  | ボスニア・ヘルツェゴビナ紛争（第324回） スレブレニツァ大虐殺（ボスニア・ヘルツェゴビナ）（第325回） ボスニア・ヘルツェゴビナ紛争による地雷問題について（第327回） |                                                 |
| 70   | ポーランド               | ポーランドの旗               | #329 (2006.9.4) - #335 (2006.10.30)                  | 殺人工場アウシュビッツ（第330回） 親日国家ポーランドの謎（第332回）                                                                                               |                                                 |
| 71   | スウェーデン             | スウェーデンの旗             | #335 (2006.10.30) - #340 (2006.12.4)                 | 生活大国スウェーデン（第336回） |                                                 |
| 72   | ノルウェー               | ノルウェーの旗               | #341 (2006.12.11) - #346 (2007.1.29)                 | 捕鯨国ノルウェーの秘密（第342回） |                                                 |
| 73   | アイスランド             | アイスランドの旗             | #348 (2007.2.12) - #352 (2007.3.19)                  | 地球の大地が生まれてくる国・アイスランド（第349回） 地球2周目が終了                                                                                               |                                                 |
| 74   | ドミニカ共和国           | ドミニカ共和国の旗           | #353 (2007.4.9) - #358 (2007.5.14)                   | カリブの楽園ドミニカの日系移民（第356回） ルートにこだわらず行っていない国を旅することに                                                                          |                                                 |
| 75   | トリニダード・トバゴ     | トリニダード・トバゴの旗     | #359 (2007.5.21) - #360 (2007.5.28)                  | |                                                 |
| 76   | スリナム                 | スリナムの旗                 | #361 (2007.6.4) - #363 (2007.6.18)                   | 南米の中のアフリカ 逃亡奴隷の謎（第361回） |                                                 |
| 77   | ベネズエラ               |                              | #363 (2007.6.18) - #369 (2007.8.6)                   | 超格差社会ベネズエラの秘密（第365回） |                                                 |
| 78   | 中華民国                 | 中華民国の旗                 | #369 (2007.8.6) - #373 (2007.9.3)                    | 日本人大好き台湾の謎（第370回） |                                                 |
| 79   | ツバル                   | ツバルの旗                   | #373 (2007.9.3) - #375 (2007.9.17)                   | |                                                 |
| 80   | サモア                   | サモアの旗                   | #376 (2007.9.24) - #378 (2007.10.22)                 | |                                                 |
| 81   | モンゴル国               | モンゴルの旗                 | #379 (2007.10.29) - #383 (2007.11.26)                | |                                                 |
| 82   | ドイツ                   | ドイツの旗                   | #384 (2007.12.3) - #395 (2008.3.10)                  | |                                                 |
| 83   | チェコ                   | チェコの旗                   | #395 (2008.3.10) - #398 (2008.4.14)                  | |                                                 |
| 84   | スロバキア               | スロバキアの旗               | #398 (2008.4.14)                                     | |                                                 |
| 85   | ガーナ                   | ガーナの旗                   | #399 (2008.4.21) - #403 (2008.5.26)                  | |                                                 |
| 86   | ベナン                   | ベナンの旗                   | #403 (2008.5.26) - #412 (2008.7.28)                  | |                                                 |
| 87   | マリ                     | マリ共和国の旗               | #413 (2008.8.4) - #416 (2008.8.25)                   | |                                                 |
| 88   | ラオス                   | ラオスの旗                   | #417 (2008.9.1) - #424 (2008.11.3)                   | |                                                 |
| 89   | ヨルダン                 | ヨルダンの旗                 | #424 (2008.11.3) - #431 (2008.12.22)                 | |                                                 |
| 90   | キプロス                 | キプロスの旗                 | #431 (2008.12.22) - #436 (2009.2.9)                  | |                                                 |
| 91   | デンマーク               | デンマークの旗               | #436 (2009.2.9) - #441 (2009.3.23)                   | |                                                 |
| 92   | オランダ                 | オランダの旗                 | #441 (2009.3.23)                                     | 「あいのり」の旅の終着点（オランダの国境）。 |                                                 |

### あいのり2
| 国数 | 国名           | 国旗               | 期間（放送回・初回放送日）        | 備考 |
| ---- | -------------- | ------------------ | --------------------------------- | ---- |
| 1    | バングラデシュ | バングラデシュの旗 | #1 (2010.12.25) - #10 (2011.4.30) |      |
| 2    | カンボジア     | カンボジアの旗     | #1 (2011.12.24) - #10 (2012.4.28) |      |

### あいのり: Asian Journey
| 国数 | 国名           | 国旗               | 期間（放送回・初回放送日） | 備考 |
| ---- | -------------- | ------------------ | -------------------------- | ---- |
| 1    | ベトナム       | ベトナムの旗       | #1 （2018.01.13）- #4      |      |
| 2    | ミャンマー     | ミャンマーの旗     | #4 - #9                    |      |
| 3    | 中華民国       | 中華民国の旗       | #9 - #13                   |      |
| 4    | タイ           | タイ王国の旗       | #13 - #17                  |      |
| 5    | マレーシア     | マレーシアの旗     | #17 - #21                  |      |
| 6    | シンガポール   | シンガポールの旗   | #22                        |      |
| 7    | インド         | インドの旗         | #1 （2019.01.12）- #5      |      |
| 8    | ネパール       | ネパールの旗       | #5 - #9                    |      |
| 9    | ウズベキスタン | ウズベキスタンの旗 | #10 - #13                  |      |
| 10   | カザフスタン   | カザフスタンの旗   | #13 - #17                  |      |
| 11   | キルギス       | キルギスの旗       | #17 - #22                  |      |

### あいのり: African Journey
| 国数 | 国名       | 国旗           | 期間（放送回・初回放送日） | 備考 |
| ---- | ---------- | -------------- | -------------------------- | ---- |
| 1    | ケニア     | ケニアの旗     | #1 （2020.01.12）- #5      |      |
| 2    | ウガンダ   | ウガンダの旗   | #5 - #10                   |      |
| 3    | ルワンダ   | ルワンダの旗   | #11 - #15                  |      |
| 4    | タンザニア | タンザニアの旗 | #16 - #22                  |      |

## 主題歌

### あいのり
- 「始まりの場所」(3:22) ゆず（アルバム『ゆずえん』収録）
  - 「くず星」（挿入歌） ゆず
- 「fragile」(4:53) Every Little Thing
- 「Way of Difference」(4:58) GLAY
  - 「空から君へ」 直也（ミニアルバム『S』収録、2002年4月24日、ユニバーサルミュージック）[2] - 2001年2月から放送。当初挿入歌だったが、数回テーマ曲として使用。
- 「明日への扉」(4:53) I WiSH
- 「スターゲイザー」(4:09) スピッツ
- 「未来の地図」(4:21) Mi
- 「超特急」(4:43) ゆず
- 「My Love」(4:23) 川嶋あい
- 「Fate」(4:15) 遊吟
- 「大っきらい でもありがと」(4:34) 青山テルマ

2009年7月29日発売のコンピレーション・アルバム『あいのり 1999-2009 THE BEST OF LOVE SONGS』に上記楽曲を収録（オリコン週間アルバムチャート初登場9位、「くず星」・「空から君へ」は未収録）。
他、2003年の主題歌移行期に1度「OH MY LITTLE GIRL」（尾崎豊）が放送された。

### あいのり2
- 「two of us」 flumpool
- 「ハツナツ」 miwa

### あいのり：Asian Journey
- 「せかいでいちばん」井上苑子

### あいのり：African Journey
- 「ビンテージ」Official髭男dism

## ラブワゴン
ラブワゴンとは、カーボディがピンクに塗装された『あいのり』専用のワゴン。
- 車両は主にトヨタ・ハイエース（100系）を、欧州圏ではメルセデス・ベンツ・スプリンターを使用。
- 『わけありバラエティー みんなのヒミツ』（2001年10月 - 2002年2月、小倉智昭司会）では、40歳以上の熟年男女を乗せて日本を回る「オレンジワゴン」のモチーフとなった。
- スリランカでラブワゴンが故障し、現地にあった日本製のバス（日光江戸村で使われていたもの。塗装もそのままだった）を使ったことがある。
- 中東を旅行中、メンバーの1人が腰を痛め（椎間板ヘルニア）、入院後復帰したが、長時間座ることについてドクターストップが掛けられていたため、その時一行が滞在していたバーレーンでは、一時期ラブワゴンを降り徒歩旅行となった。
- ラブワゴンのミニカーやプラモデル（アオシマ）も発売されていた時期がある。ただし、既売のモデル（ハイエースワゴン100系）をベースにピンクのボディに変更してデカールを付けただけの、実際に撮影に使われた車両とは仕様や細部が異なるものだった。
- 1999年10月の放送開始時から約8か月使用された初代ラブワゴンは、2008年8月にフジテレビが箱根園にオープンさせたグッズショップに展示され、店舗の閉店後も箱根に放置されてきた[3]。また、バッテリーの不具合や、自動車から排出される窒素酸化物及び粒子状物質の特定地域における総量の削減等に関する特別措置法（自動車NOx・PM法）及び2003年施行の九都県市ディーゼル車規制条例への抵触に伴い自走が不可能となった。その後、2020年2月に豊田通商系の自動車解体業者である豊田メタルに引き渡され、再使用可能なパーツを取り外した上で解体された[4]。解体の模様はトヨタ自動車が進める自動車リサイクルへの取り組みをPRする為、同社のYouTube公式チャンネルにて公開された[5]。
- あいのり2で使用されていたラブワゴンは2021年現在フジテレビ地下駐車場に駐車されている。尚、車検を通していないため公道を走ることは出来ないが、故障などはしていない[6]。

## スタッフ

### あいのり
『あいのり』のスタッフは、ロケディレクター・ロケAD・カメラマン・音声・ラブワゴンドライバーが各1人、計5人が同行。
- ナレーション：真地勇志
- 構成：海老克哉、堀田延、小野高義
- ディレクター：和田実、有馬智子、挾間英行、八木沼邦彦、渡邉秀樹、小牧敏哉、植竹克之、三澤隆之、奥田隆英、栗原真
- ツアー協力：五島洋一(KOMMY TOURIST)
- 美術：小須田和彦、片岡浩美
- デザイン：桐山三千代
- 技術協力：共同テレビジョン、...from r.
- 制作協力：〔月替り〕THE WORKS、NCV、エンネットワーク、共同テレビジョン、Call、オン・エアー、零クリエイト、4-Legs
- 編集、CG協力：IMAGICA
- AP：中垣佐知子(Call)／山本布美江
- プロデューサー・演出：西山仁紫（バラエティー制作センター部長）、山田弘子

### あいのり2
- ナレーション：真地勇志
- 構成：海老克哉
- ディレクター：植竹克之、青木忠明
- 音響効果：西野有彦、吉冨愛
- 編曲：山本姫子
- オフライン：高野益寿
- EED：朝日豊、橋本淳一郎
- MA：青木伸次
- カメラ：山下義人、高師専吉【週替り】／宮川量康、金子徹
- VE：浅川潤【週替り】／新井直樹
- 美術協力：フジアール
- 技術協力：...from r.、港家、麻布プラザ、バックヤードスタヂオ
- 協力：CATHAY PACIFIC、NTT docomo、ラウンドアバウト、ベンガルツアーズ
- 広報：石田卓子
- AD：島田豊、石原智香【週替り】／尾花美香
- AP：中垣佐知子、橋口愛【週替り】／小林靖子、畑野浩二、碓氷陽子
- 企画統括：西山仁紫
- チーフディレクター：八木沼邦彦（エンネットワーク）
- プロデューサー：羽鳥健一、北川賢【週替り】／武田幹治、大泉正太
- 制作協力：THE WORKS

### あいのり：Asian Journey
- プロデュース・演出：西山仁紫
- 構成：海老克哉、古賀文恵、宮下勇二
- ナレーション：真地勇志
- 【海外ロケ】
  - CAM：大塚孝輔（J-crew）、行廣晋一（J-crew）、阪本祐介、土谷三代、中島大樹、谷口知己、山田康一、高垣康一、小笠原弘典、安藤広敏
  - 音声：石田崇、金子英樹、小原憲、小貫毅、石井徹
  - 編集：ソネタマエ、髙野益寿、原浩二、高橋智子
  - AD：酒井亨、井深里奈、原田健人、唐津絵里子、川島達樹、吹上輝、田代愛
  - サブD：宮本篤史、辻良子
  - ディレクター：工藤和彦、長山孝太郎、塙幸成、松原綾子、植竹克之、井上こうき
  - 海外プロデューサー：福田真砂美（ギルド）
  - プロデューサー：福田真砂美、吉田一正、植竹克之、武田幹治、加藤正寿、大島美貴、二階堂耕史
- CAM：塚本達郎
- VE：小貫毅
- 音声：安沢貴幸
- 照明：村岡春彦
- EED：岡本広
- MA：塩釜亮平
- 編曲：山本姫子
- 音響効果：安原裕人
- 美術制作：吉良久仁子
- CG制作：dmi inc.
- 美術協力：フジアール
- 技術協力：ロケット、共同テレビ
- AD：角田佳祐、柳田さやか、新小倉有美
- AP：中垣佐知子、麻野とも子、高橋尚輝
- 演出：稲村健
- プロデューサー：飯田礼聖
- エグゼクティブプロデューサー：坂本和隆（NETFLIX）、清水一幸・下川猛（以上フジテレビ）
- ディレクター：植竹克之
- 制作協力：共同テレビジョン
- 制作著作：フジテレビジョン

## 関連商品

### 書籍

#### 本編
1. 『あいのり 旅の軌跡、愛の奇跡　Real Love Story』（内山京子他、村木司撮影、学習研究社、2000年9月） ISBN 978-405401296-7
2. 『あいのり 2 恋と友情、旅がくれた勇気 Pure Love Story』（片桐聡美他、村木司撮影、学習研究社、2001年4月） ISBN 978-405401417-6
3. 『あいのり 3 ラブワゴンは恋の奇跡を呼ぶよ Beautiful Love Story』（学習研究社、2001年10月） ISBN 978-405401539-5
4. 『あいのり 4 Way of Difference New Love Story』（学習研究社、2002年7月） ISBN 978-405401722-1
5. 『あいのり 5 明日への扉 Endless Love Story』（学習研究社、2003年6月） ISBN 978-405402081-8
6. 『あいのり 6 スターゲイザー〜夢追い人〜 Miracle Love Story』（学習研究社、2004年6月） ISBN 978-405402485-4
7. 『あいのり 7 未来の地図 Wonderful Love Story』（学習研究社、2005年6月） ISBN 978-405402805-0
8. 『あいのり 8 旅路の果てに Honest Love Story』（学習研究社、2006年2月） ISBN 978-405403017-6
9. 『あいのり 9 My Love』（学習研究社、2007年4月） ISBN 978-405403430-3
10. 『あいのり 10 Fate〜めぐり逢い』（学習研究社、2008年4月） ISBN 978-405403579-9
11. 『あいのり 11 ラブワゴンは永遠に』（学習研究社、2009年4月） ISBN 978-405404130-1

#### その他
- 『あいのり 21⁄2 ラブワゴンの唄』（高山泰行撮影、学習研究社、2001年9月） ISBN 978-405401538-8
- 『あいのり 恋愛の教科書』（あいのり恋愛力向上委員会編、学習研究社、2003年3月） ISBN 978-405401987-4
- 『あいのり Loveレシピ めちゃくちゃおいしい世界の料理』（アスキー・コミュニケーションズ、2003年5月） ISBN 978-477620060-4
- 『あいのり 新米ママ＆パパ子育て日記 まりっぺ＆タクローとゆり＆ダイジョーのドキドキ♥育児生活』（まりっぺ他、学習研究社、2006年11月） ISBN 978-405403248-4
- 『あいのり 卒業アルバム ラブワゴンを愛した人たちへ』（学習研究社、2009年8月） ISBN 978-405404248-3
- 『あいのり2 公式ガイドブック』（学習研究社、2011年1月） ISBN 978-405606203-8

### CD
- あいのり meets Cyber TRANCE（2003年1月8日、avex trax）
- あいのり 1999-2009 THE BEST OF LOVE SONGS（2009年7月29日、ポニーキャニオン、通常盤：PCCA-90037 / 初回限定版：PCCA-90036）

### DVD
- 『あいのり ラブワゴンが出会った愛 〜ヒデが旅した1年半〜』（2009年8月19日、ポニーキャニオン）
  - 第1巻：PCBC-51531 / 第2巻：PCBC-51532 / 第3巻：PCBC-51533 / 第4巻：PCBC-51534 / 第5巻：PCBC-51535 / 第6巻：PCBC-51536
  - 6枚組み（上記 第1巻 - 第6巻）DVD-BOX：PCBC-61531
  - 番組最長参加者のヒデを中心に編集され、「#229」から「#298」までを収録。「#269」から「#284」の放送内容がカットされている。
- 『あいのり同窓会スペシャル』（2010年3月17日、ポニーキャニオン）
- 『あいのり2』（ポニーキャニオン）
  - バングラデシュ編（2011年6月15日、Vol.1 - Vol.5）
  - セカンドシーズン カンボジア編（2012年6月20日、Vol.1 - Vol.5）

### その他
- あいのり ボードゲーム（2002年2月10日、バンダイ）
- あいのり ラブワゴン（青島文化教材社） - ミニカー
- あいのり 1⁄24スケール ラブワゴン（青島文化教材社） - プラモデル
- あいのり 1⁄24 R/C トヨタハイエース ラブワゴン（2009年4月4日、タイヨー）
- ソーシャルゲーム「あいのり2」（2010年12月25日、株式会社デジドック、モバゲータウン） - 恋愛観察ゲーム。現在配信は終了
- テクモからPlayStation用ソフトが発売される予定だったが、発売されなかった。[7][8]

## ネット局
日本国内（放送時刻はJST）

### 『あいのり』
| 放送地域       | 放送局             | 放送日時                      | 放送系列                                     | 備考       |
| -------------- | ------------------ | ----------------------------- | -------------------------------------------- | ---------- |
| 関東広域圏     | フジテレビ         | 月曜 23:00 - 23:30            | フジテレビ系列                               | 制作局     |
| 北海道         | 北海道文化放送     | 月曜 23:00 - 23:30            | フジテレビ系列                               | 同時ネット |
| 岩手県         | 岩手めんこいテレビ | 月曜 23:00 - 23:30            | フジテレビ系列                               | 同時ネット |
| 宮城県         | 仙台放送           | 月曜 23:00 - 23:30            | フジテレビ系列                               | 同時ネット |
| 秋田県         | 秋田テレビ         | 月曜 23:00 - 23:30            | フジテレビ系列                               | 同時ネット |
| 山形県         | さくらんぼテレビ   | 月曜 23:00 - 23:30            | フジテレビ系列                               | 同時ネット |
| 福島県         | 福島テレビ         | 月曜 23:00 - 23:30            | フジテレビ系列                               | 同時ネット |
| 新潟県         | 新潟総合テレビ     | 月曜 23:00 - 23:30            | フジテレビ系列                               | 同時ネット |
| 長野県         | 長野放送           | 月曜 23:00 - 23:30            | フジテレビ系列                               | 同時ネット |
| 静岡県         | テレビ静岡         | 月曜 23:00 - 23:30            | フジテレビ系列                               | 同時ネット |
| 富山県         | 富山テレビ         | 月曜 23:00 - 23:30            | フジテレビ系列                               | 同時ネット |
| 石川県         | 石川テレビ         | 月曜 23:00 - 23:30            | フジテレビ系列                               | 同時ネット |
| 福井県         | 福井テレビ         | 月曜 23:00 - 23:30            | フジテレビ系列                               | 同時ネット |
| 中京広域圏     | 東海テレビ         | 月曜 23:00 - 23:30            | フジテレビ系列                               | 同時ネット |
| 近畿広域圏     | 関西テレビ         | 月曜 23:00 - 23:30            | フジテレビ系列                               | 同時ネット |
| 島根県・鳥取県 | 山陰中央テレビ     | 月曜 23:00 - 23:30            | フジテレビ系列                               | 同時ネット |
| 岡山県・香川県 | 岡山放送           | 月曜 23:00 - 23:30            | フジテレビ系列                               | 同時ネット |
| 広島県         | テレビ新広島       | 月曜 23:00 - 23:30            | フジテレビ系列                               | 同時ネット |
| 愛媛県         | テレビ愛媛         | 月曜 23:00 - 23:30            | フジテレビ系列                               | 同時ネット |
| 高知県         | 高知さんさんテレビ | 月曜 23:00 - 23:30            | フジテレビ系列                               | 同時ネット |
| 福岡県         | テレビ西日本       | 月曜 23:00 - 23:30            | フジテレビ系列                               | 同時ネット |
| 佐賀県         | サガテレビ         | 月曜 23:00 - 23:30            | フジテレビ系列                               | 同時ネット |
| 長崎県         | テレビ長崎         | 月曜 23:00 - 23:30            | フジテレビ系列                               | 同時ネット |
| 熊本県         | テレビくまもと     | 月曜 23:00 - 23:30            | フジテレビ系列                               | 同時ネット |
| 鹿児島県       | 鹿児島テレビ       | 月曜 23:00 - 23:30            | フジテレビ系列                               | 同時ネット |
| 沖縄県         | 沖縄テレビ         | 月曜 23:00 - 23:30            | フジテレビ系列                               | 同時ネット |
| 大分県         | テレビ大分         | 日曜 23:00 - 23:30            | 日本テレビ系列 フジテレビ系列                | 6日遅れ    |
| 宮崎県         | テレビ宮崎         | 金曜 0:38 - 1:08 （木曜深夜） | フジテレビ系列 日本テレビ系列 テレビ朝日系列 | 17日遅れ   |
| 青森県         | 青森テレビ         | 火曜 23:55 - 翌0:25           | TBS系列                                      | 8日遅れ    |
| 徳島県         | 四国放送           | 木曜 0:29 - 0:59 （水曜深夜） | 日本テレビ系列                               | 100日遅れ  |

### 『あいのり：Asian Journey』
| 放送地域   | 放送局             | 放送日時                     | 放送系列       | 放送開始日    |
| ---------- | ------------------ | ---------------------------- | -------------- | ------------- |
| 関東広域圏 | フジテレビ         | 土曜 0:55 - 1:25（金曜深夜） | フジテレビ系列 | 2018年1月13日 |
| 福岡県     | テレビ西日本       | 土曜 1:25 - 1:55（金曜深夜） | フジテレビ系列 | 2018年1月13日 |
| 福島県     | 福島テレビ         | 土曜 1:15 - 1:45（金曜深夜） | フジテレビ系列 | 2018年1月20日 |
| 静岡県     | テレビ静岡         | 土曜 1:45 - 2:15（金曜深夜） | フジテレビ系列 | 2018年1月20日 |
| 山形県     | さくらんぼテレビ   | 火曜 1:05 - 1:35（月曜深夜） | フジテレビ系列 | 2018年1月23日 |
| 長野県     | 長野放送           | 火曜 0:55 - 1:25（月曜深夜） | フジテレビ系列 | 2018年1月23日 |
| 北海道     | 北海道文化放送     | 木曜 0:25 - 0:55（水曜深夜） | フジテレビ系列 | 2018年1月25日 |
| 広島県     | テレビ新広島       | 木曜 0:25 - 0:55（水曜深夜） | フジテレビ系列 | 2018年1月25日 |
| 佐賀県     | サガテレビ         | 木曜 1:55 - 2:25（水曜深夜） | フジテレビ系列 | 2018年1月25日 |
| 高知県     | 高知さんさんテレビ | 金曜 1:25 - 1:55（木曜深夜） | フジテレビ系列 | 2018年1月26日 |
| 宮城県     | 仙台放送           | 木曜 1:35 - 2:05（水曜深夜） | フジテレビ系列 | 2018年1月31日 |
| 長崎県     | テレビ長崎         | 木曜 0:30 - 1:05（水曜深夜） | フジテレビ系列 | 2018年2月8日  |
| 近畿広域圏 | 関西テレビ         | 火曜 1:25 - 1:57（月曜深夜） | フジテレビ系列 | 2018年4月3日  |
| 富山県     | 富山テレビ         | 水曜 0:35 - 1:05（火曜深夜） | フジテレビ系列 | 2019年1月30日 |

### 『あいのり：Asian Journey』SEASON2
| 放送地域   | 放送局     | 放送日時                     | 放送系列       | 放送開始日    |
| ---------- | ---------- | ---------------------------- | -------------- | ------------- |
| 関東広域圏 | フジテレビ | 土曜 0:55 - 1:25（金曜深夜） | フジテレビ系列 | 2019年1月12日 |
| 福井県     | 福井テレビ | 金曜 0:35 - 1:05（木曜深夜） | フジテレビ系列 | 2019年8月30日 |

### 『あいのり：African Journey』
| 放送地域   | 放送局     | 放送日時                     | 放送系列       | 放送開始日              |
| ---------- | ---------- | ---------------------------- | -------------- | ----------------------- |
| 関東広域圏 | フジテレビ | 日曜 1:45 - 2:15（土曜深夜） | フジテレビ系列 | 2020年1月12日 - 6月28日 |
| 宮城県     | 仙台放送   | 日曜 1:45 - 2:15（土曜深夜） | フジテレビ系列 | 2020年1月12日 - 6月28日 |
| 富山県     | 富山テレビ | 水曜 1:35 - 2:05（火曜深夜） | フジテレビ系列 |                         |

・ネットフリックス：2017年10月26日配信開始
日本国外
- AZN（アメリカ、ケーブルテレビ専門チャンネル） - 約2か月遅れ（ - 2008年4月7日）
- Imagine Asian TV（アメリカ、ケーブルテレビ専門チャンネル） - 約2か月遅れ（2008年4月20日 - 12月28日）
- RNN（アメリカニューヨーク州・ニュージャージー州・コネチカット州、地上波・ケーブルTV） - 約2か月遅れ（2009年1月3日 - ）
- NGN（アメリカハワイ州、ケーブルテレビ日本語チャンネル） - 約1年遅れ
- 國興衛視（台湾）「恋愛巴士」（巴士=バス）というタイトルで放映。

## 再放送
いずれも前週の内容を放送。
- フジテレビではチャンネルα枠（月曜日15:00 - 15:30）で、『あいのり』開始時から2004年12月まで再放送された。
- UHB北海道文化放送では2005年10月から2006年10月1日まで日曜9:30 - 10:00に再放送された。

## 特別番組
- あいのり〜伝説の名場面見おさめスペシャル!〜（2009年8月15日、フジテレビ）
- あいのり同窓会スペシャル（初回放送2009年12月13日、フジテレビONE） - DVD化されている

## 海外版
ベトナムでは、2008年から「あいのり」のフォーマットを使った番組『HANH TRINH KET NOI NHUNG TRAI TIM』が現地テレビ局で制作放映されている。

## あいのり募金
「あいのり募金」は、番組で訪れた国々の人々を支援するために行われた募金活動。2004年4月開始。2009年3月をもって番組終了と同時に募金活動も終了。

## パロディ
- 男だらけのあいのり（めちゃ×2イケてるッ!） - 加藤浩次が好みのタイプだというゲイの男性たちと加藤が、ラブワゴンに乗るという企画。
- くいのり（SMAP×SMAP）
- わるのり（ぷらちなロンドンブーツ）
- なべまり（学校へ行こう!） - 出演者の「渡辺満里奈」を縮めたもの。
- ペナルティのワッキーの愛用車が『ワンナイR&R』の罰ゲームでラブワゴン仕立てに塗装（俗称「わるのり」）され、元出演者が実際に乗ろうとしたことがあった。
- 次番組の『桑田佳祐の音楽寅さん 〜MUSIC TIGER〜』第2期放送前に、ラブワゴンから桑田佳祐がユースケ・サンタマリアに無理やり降ろされ、「『あいのり』でいいじゃねぇかよ…」とボヤキながらフジテレビに連れ去られるという予告編CMが放映された。また第2期サブタイトル（番組のテーマらしい）として付けられた『あいなめ』の書体は『あいのり』と同じものを使用している。
- 2009年12月5日、『爆笑レッドカーペット』の「爆笑必至のロケ企画スペシャル！」のコーナーのひとつに当番組パロディの「芸人あいのり」があった。
- 2010年3月10日、『爆笑レッドシアター』の「ジャルジャル上京物語スペシャル」という企画で、大阪から東京に軽ワゴンで移動中のジャルジャルに村上健志（フルーツポンチ）扮するコントキャラ「レイコ」が合流するくだりが、当番組の「移動中のラブワゴンに新たなメンバーが合流するくだり」のパロディとなっていた。
- 『花ざかりの君たちへ』第4話の合コンの場面では、関目京悟（岡田将生）の恋愛感情の模写に「My Love」（川嶋あい）と「あいのり日記」が使われた。また、第5話では、中津秀一（生田斗真）の思い人を示すために、あいのり風のナレーションと矢印、顔写真が使われた。
- チームナックス観察バラエティー ちょいのり（ハナタレナックス）
- ラブアース（陸海空 こんな時間に地球征服するなんて(テレビ朝日)）、出演：MASAKI世界一周ら[13][14]
- 元・あいのりメンバー眞衣の、妄想あいのり名（迷）場面(乃木坂46 新内眞衣のオールナイトニッポン0(ZERO)、乃木坂46のオールナイトニッポン)